# Jersey Zoo
Der Jersey Zoo (früherer Name Durrell Wildlife Park) ist ein zoologischer Garten, der vom englischen Autor und Naturforscher Gerald Durrell (1925–1995) im Jahr 1958 auf der Kanalinsel Jersey gegründet wurde. Er wird vom Durrell Wildlife Conservation Trust betrieben, der seit 1964 hier auch seinen Sitz hat (früherer Name Jersey Wildlife Preservation Trust) und hatte 2022 etwa 200.000 Besucher, trotz der geringen Zahl an großen Tieren und seiner relativ abgelegenen Lage. Die Zahl der Besucher variiert mit der Lage des Tourismus auf Jersey.
Der Jersey Zoo bzw. der Durrell Wildlife Park hat sich immer auf den Erhalt von seltenen und gefährdeten Tieren konzentriert. Das Artenprogramm enthält Säugetiere, Vögel, Amphibien und Reptilien, insgesamt über 130 Arten. Viele der hier lebenden Arten stehen auf der höchsten oder zweithöchsten Gefährdungsstufe (Stufe 1 oder 2) der Roten Liste gefährdeter Arten, sind also akut vom Aussterben bedroht.

## Lage

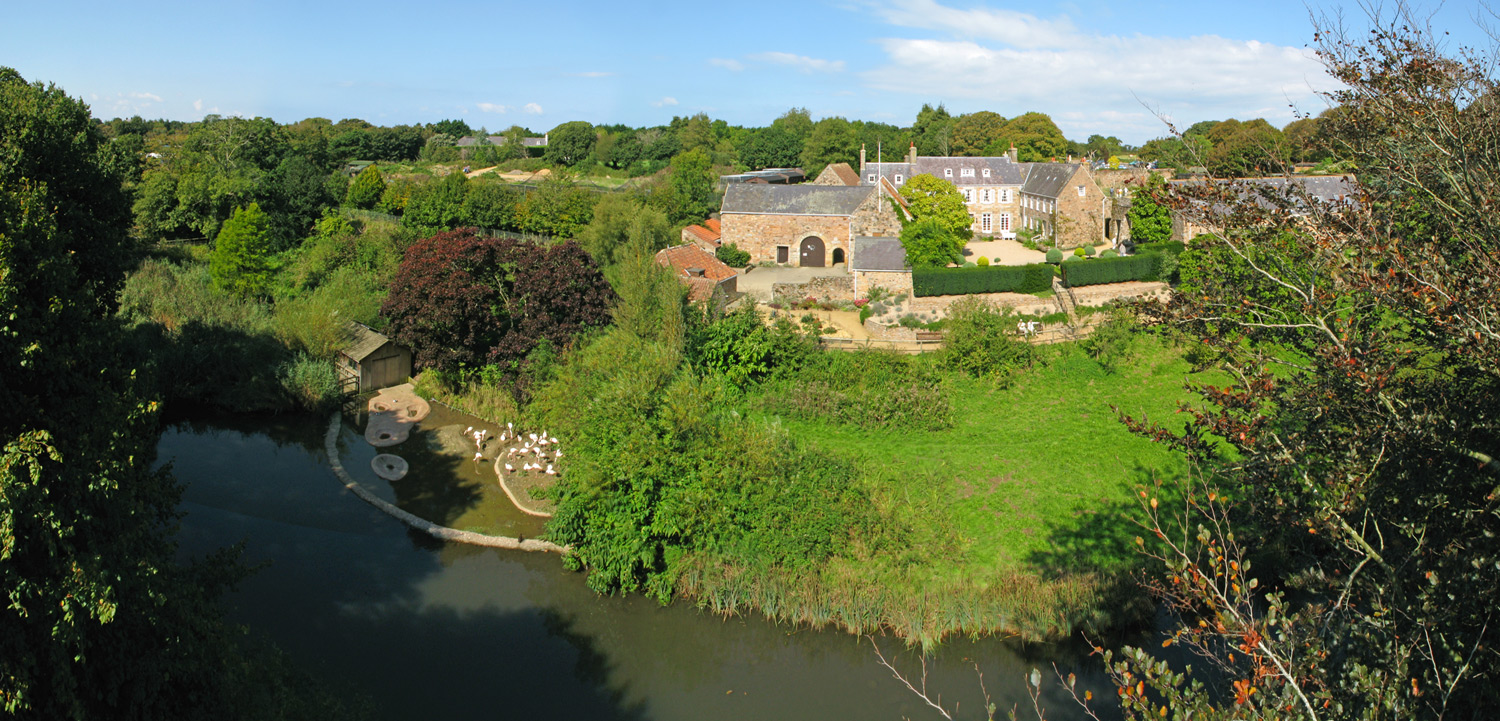
Gelände und Gebäude des Zoos, 2008

Der Park liegt bei Les Augrès Manor, Trinity, Jersey, etwa acht Kilometer nördlich von Saint Helier, der Hauptstadt von Jersey. Er wurde am 26. März 1958 eröffnet.
Der Park hat eine Fläche von rund 13 Hektar und liegt in einem Landschaftspark mit Wasserflächen. Der Trust legt großen Wert auf den Erhalt der natürlichen Flora und Fauna der Insel, und große Teile sind als naturbelassene Flächen ausgewiesen. Das zurückhaltende Bepflanzen mit Blumen und Obstbäumen auf dem Gelände erzeugt eine attraktive Umgebung für eine Vielzahl von Vögeln und Insekten, die von Natur aus auf der Insel ansässig sind, die aber allgemein seltener geworden sind, beispielsweise der Haussperling und die Singdrossel.
Auf dem Gelände sind mehr als 50 Nistkästen verteilt, die von einer Vielzahl von Vögeln genutzt werden, inklusive Schleiereule, Turmfalke und Schwalben. Andere häufige Tiere sind Eichhörnchen, Rötelmaus und Gartenbaumläufer.

## Geschichte

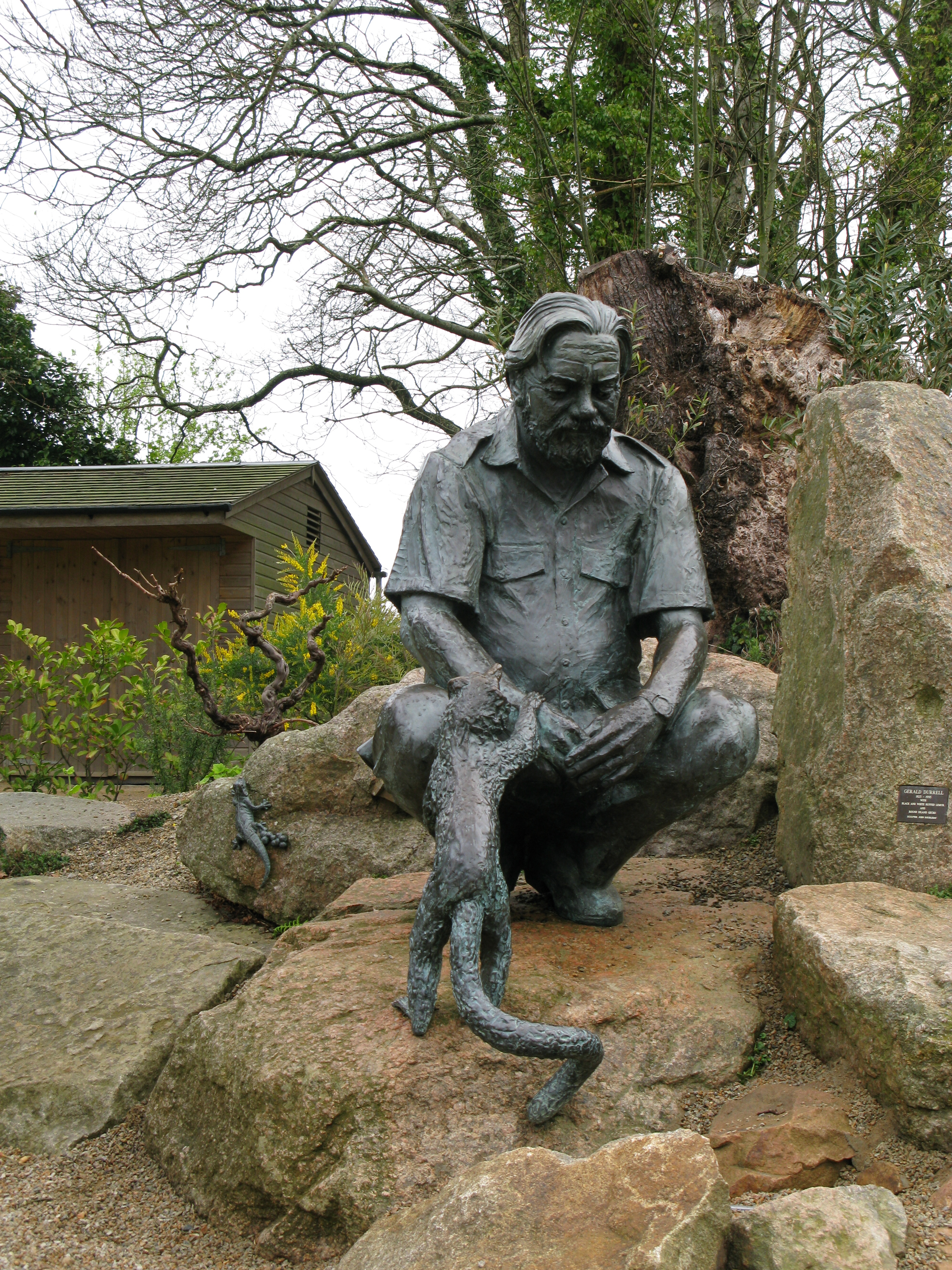
Statue von Gerald Durrell mit einem Schwarzweißen Vari, April 2008

Durell begann seine Karriere als Tierfänger für Zoos, kam aber zur Überzeugung, dass es wichtiger sei, dass sich Zoos mehr um den Erhalt von Tieren kümmern, anstatt diese zur Unterhaltung auszustellen. Er erzählte diese Geschichte in seinem Buch Menagerie Manor.
Der Durrell Wildlife Park erlangte am 31. August 1986 internationale Bekanntheit. Ein fünfjähriger Junge war in das Gorilla-Gehege gefallen und zunächst bewusstlos liegen geblieben. Der 25 Jahre alte Gorilla „Jambo“ stellte sich schützend zwischen das Kind und seine Artgenossen. Als der Junge das Bewusstsein wiedererlangte und zu schreien begann, zogen sich die Gorillas zurück. Das Kind wurde durch zwei Wärter und einen Sanitäter weitgehend unverletzt gerettet. Der Vorfall ist auf Video festgehalten und wurde seinerzeit weltweit in der Presse und den Fernsehnachrichten rezipiert.
Im Januar 2008 wurden die Pläne, die New Vision („Neue Visionen“) genannt wurden, vorgestellt. Sie wurden entwickelt, um die nächsten 50 Jahre des Trust auf Jersey sicherzustellen. Diese ehrgeizigen Pläne haben ihren Schwerpunkt auf sogenannten TopSpots: Orten mit der größten Vielfalt an Arten wie Inseln und Hochländer. Die Kosten wurden mit etwa 46 Millionen Pfund Sterling für die nächsten fünf Jahre geschätzt. Diese Summe muss von der öffentlichen Hand und Spendern aufgebracht werden. Es gibt neun Hauptentwicklungspunkte, die aber aus Kostengründen unterschiedlich priorisiert werden.
- African Bai – Die Idee ist es, eine Umgebung zu schaffen, die die Bedingungen des afrikanischen Habitats widerspiegelt, an die die westafrikanischen Flachlandgorillas angepasst werden sollen, wenn es eines Tages wieder sicher genug ist für sie, dort zu leben. Das Multimillionenpfundprojekt würde eine Art Fitnessstudio und eine erneuerte Umgebung einschließen. Die Familiengröße könnte vergrößert werden oder eine weitere Gruppe würde neben der bestehenden leben. Es würden auch andere Tierarten der Region im Gehege angesiedelt, wie Pinselohrschwein, Kapotter und Meerkatzen.
- Mascarenia – Die Idee ist es, die Säugetiere, Vögel und Schildkröten Madagaskars in einer Gesamtanlage zu halten. Möglicherweise will man auch Arten von Mauritius, den Komoren und den Seychellen einbringen. Um dieses begehbare Gehege, in dem auch Fledermäuse leben könnten, könnten Anlagen entstehen, die die Lemuren, Fingertiere, Schmalstreifenmungos und die Madagassische Riesenratte beherbergen würden.
- Ein neues Besucherzentrum, das so gestaltet wird, dass es die Gesamterfahrung des Zoos für die Besucher verbessern soll. Eine Hall of Fame soll auch ein Teil davon werden.
- Eco-lodge cabins, die es Besuchern erlauben sollen, ihren Urlaub bei Durell zu verbringen, unter Berücksichtigung aller ökologischen Aspekte.
- New Reptile and Amphibian Centre, das es Durell ermöglichen würde, die Pflege von Arten auszuweiten und zu verbessern, die anfällig gegen die sich ändernden Bedingungen der Umwelt sind.
- Neugestaltung des Les Augres manor, Umgestaltung in eine Art Hotel, um es Besuchern zu ermöglichen, dort ihren Urlaub zu verbringen.
- Verbesserungen der Ausbildungseinrichtungen
- Entwicklung des Royal Pavilion in ein vollwertiges Konferenzzentrum

Im Mai 2011 wurde ein neues Besucherzentrum von Prinzessin Anne offiziell eröffnet. Jetzt ist der Besuch des Restaurants unabhängig von einem Besuch des Zoos möglich. Ein Webcamsystem wurden im Park installiert. Kameras wurden in der Meerkatzenanlage angebracht, ebenso in den Anlagen der Telfair-Skink, der Flughunde und im Kirindy Forest, der Heimat von seltenen und sehr farbigen Vögeln. Dank der Webcams können Interessierte die Tiere zu Zeiten ihrer Hauptaktivitäten beobachten. 2015 wurde der Silberrückengorilla Indigo, der im Park lebt, zum Maskottchen der Island Games 2015 gekürt.

## Tierhäuser

Die Gefährdungskategorien der IUCN seit 2001:
EX Extinct (nach dem Jahr 1500 ausgestorben)
EW Extinct in the Wild (in der Natur ausgestorben)
RE Regionally Extinct (regional ausgestorben)
CR Critically Endangered (vom Aussterben bedroht)
EN Endangered (stark gefährdet)
VU Vulnerable (gefährdet)
NT Near Threatened (potenziell gefährdet)
LC Least Concern (nicht gefährdet)
DD Data Deficient (ungenügende Datengrundlage)
NE Not Evaluated (nicht beurteilt)

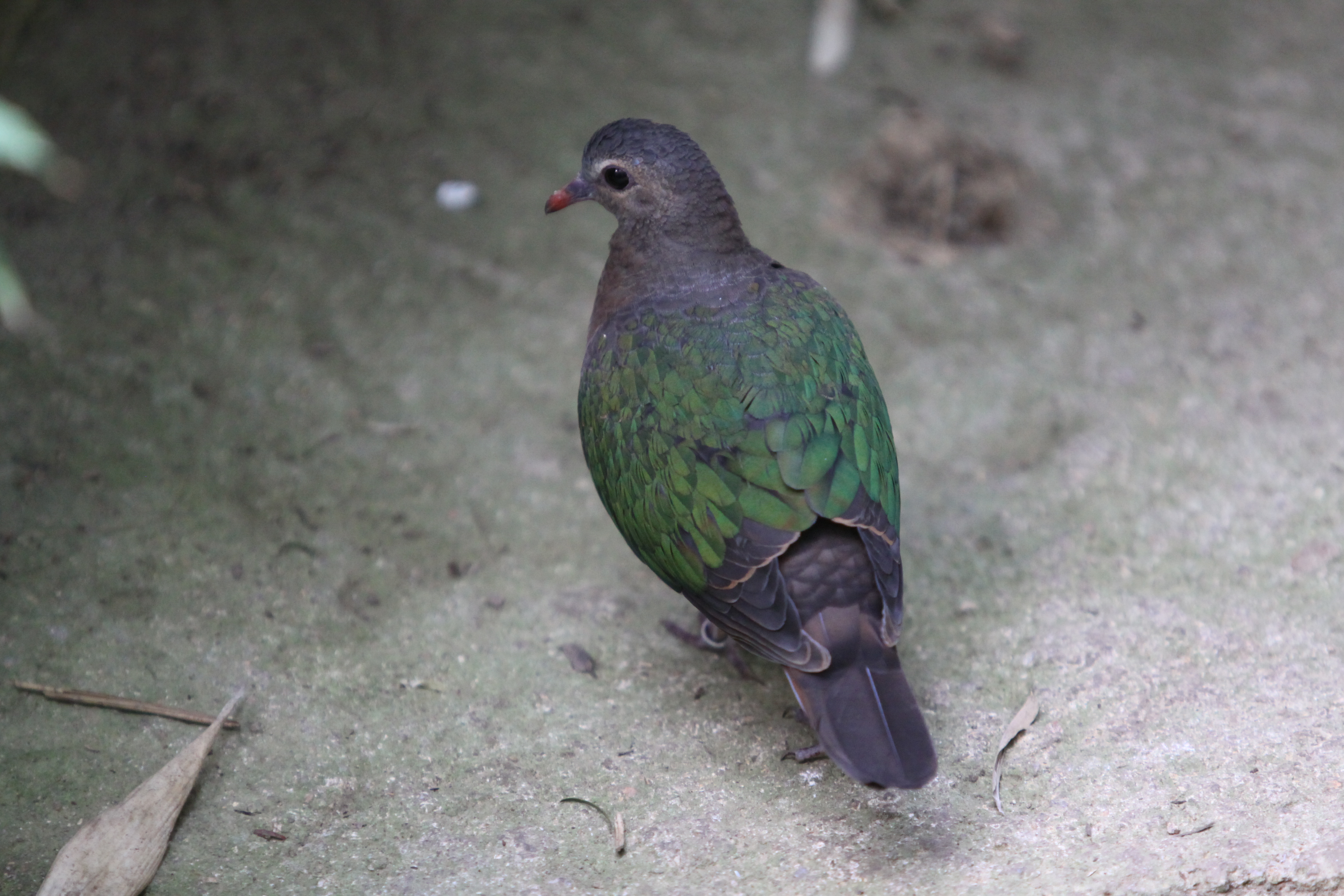
Grünflügeltaube

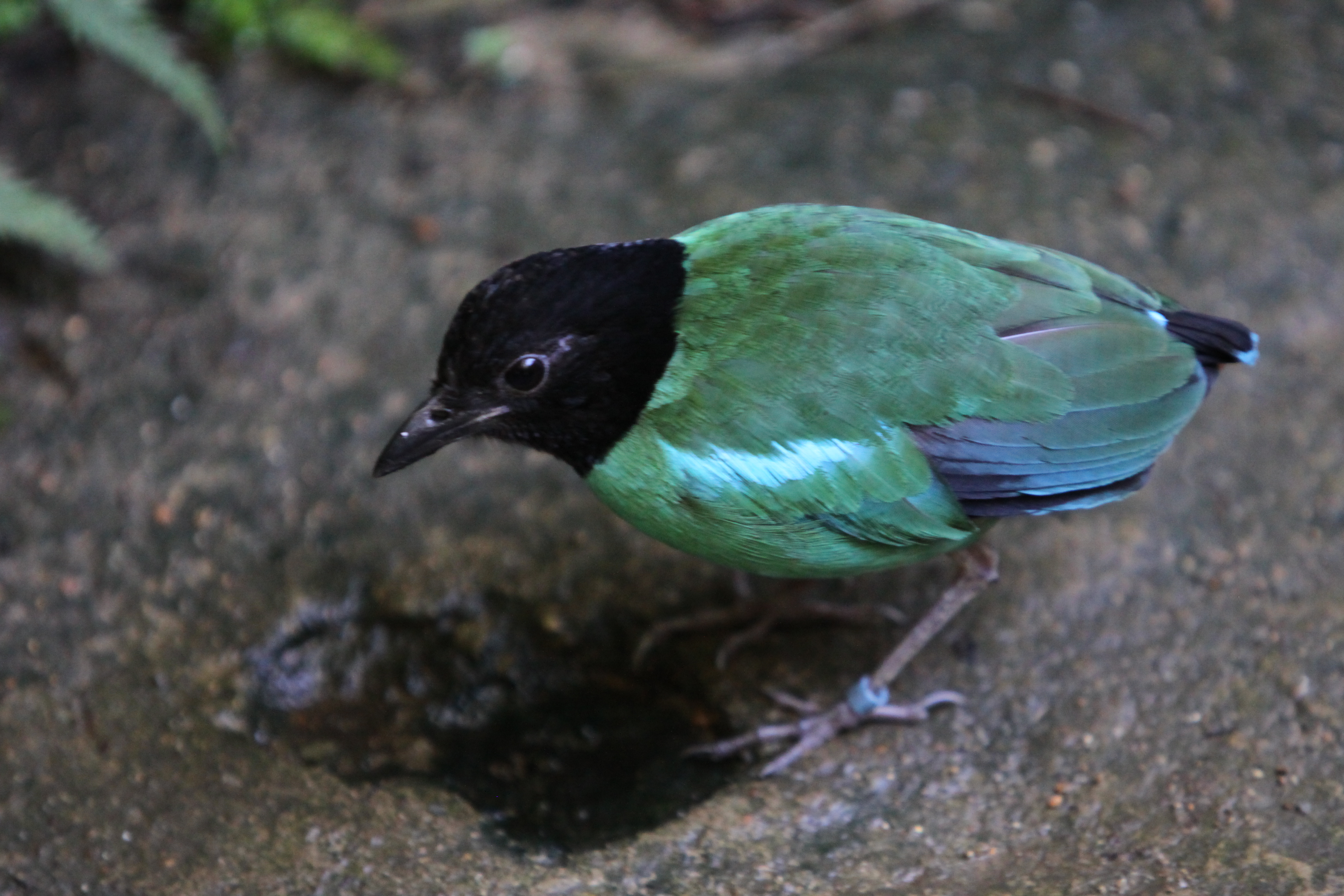
Kappenpitta

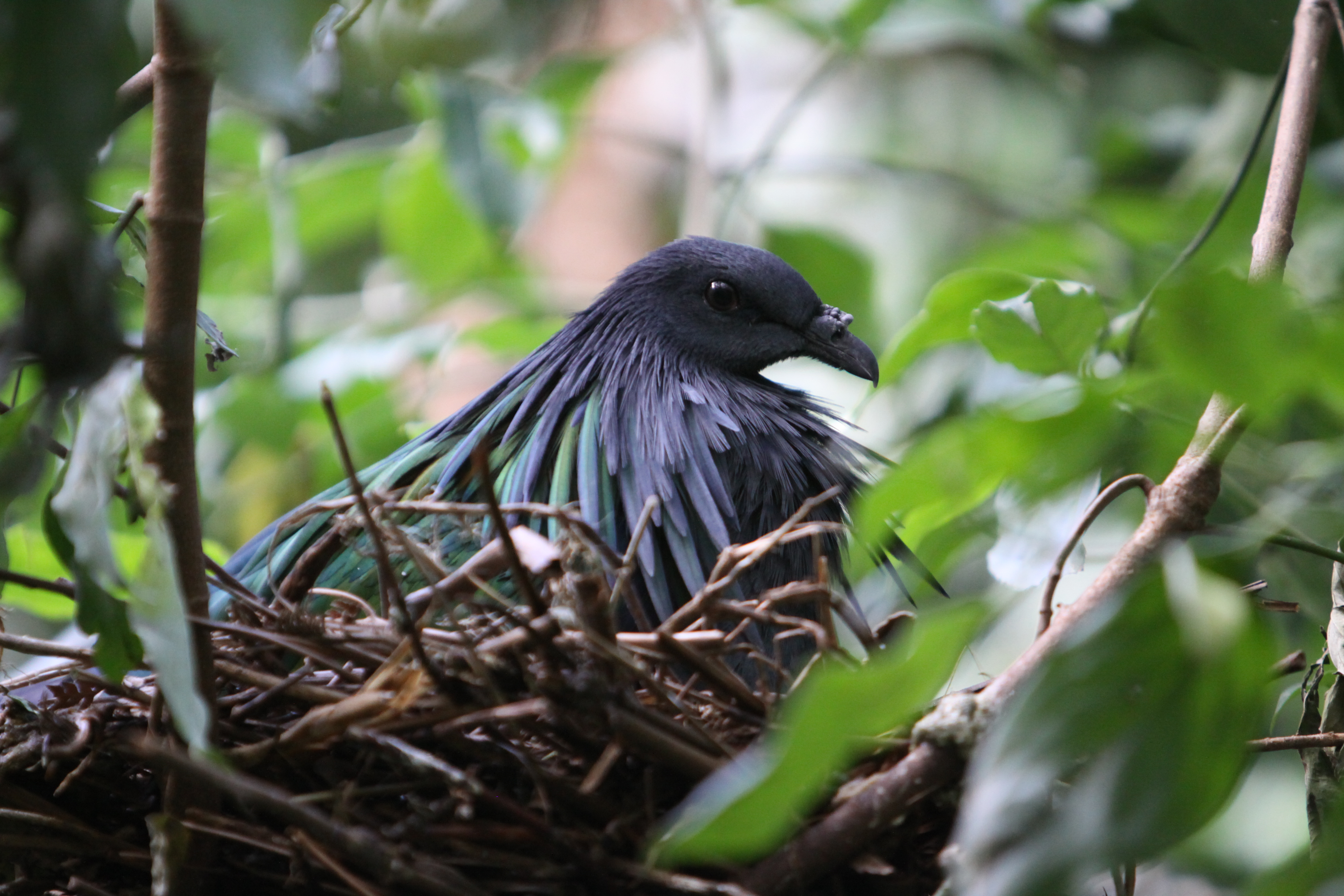
Kragentaube

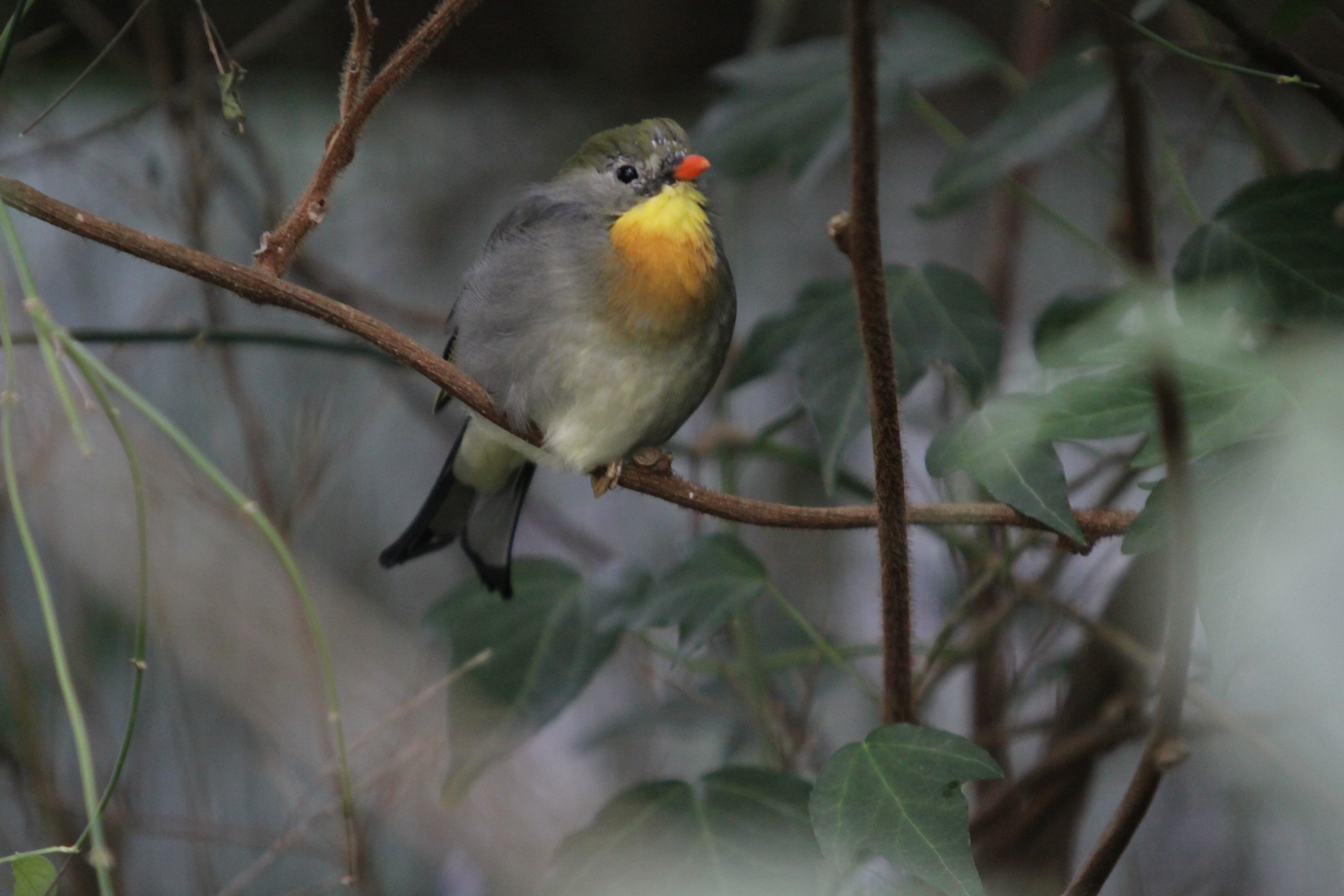
Sonnenvogel

### Jewels of the Forest (Juwelen des Waldes)
Das 2004 eröffnete Haus beherbergt unter anderem folgende Vögel
- Bartlett-Dolchstichtaube
- Schamadrossel
- Elfenblauvogel
- Blaukappenhäherling
- Sumbawadrossel
- Grünflügeltaube
- Kappenpitta
- Kragentaube
- Omeihäherling
- Palawan-Pfaufasan
- Reisfink
- Sonnenvogel
- Rotschwanzhäherling

### Nebelwald
Das im Jahr 1999 eröffnete Ausstellungshaus Nebelwald war das erste geschlossene Gebäude bei Durrell, das eine gemischte Population zeigte, unter anderem fleischfressender Arten
- Brillenbär
- Gelbbauchorganist
- Dominikanerkardinal
- Purpurtangare
- Schwarzer Brüllaffe
- Südamerikanischer Nasenbär
- Silberkehltangare

### Princess Royal Pavilion
Der Pavillon wurde in den 1970er Jahren durch Prinzessin Anne eröffnet und dient als Konferenz- und Schulungszentrum. Im Filmtheater werden Filme gezeigt, die die Arbeit des Trust zeigen, daneben gibt es Kunstausstellungen. Im Pavillon werden auch die weltweiten Aktivitäten des Trust vorgestellt. Im Pavillon leben eine Anzahl von Arten, die für Ausbildungszwecke gehalten werden, beispielsweise
- Kornnatter
- Regenbogenboa
- Dreiecksnatter
- Blauzungenskinke
- Archispirostreptus gigas
- Madagaskar-Fauchschabe
- Australische Gespenstschrecke.

### Das Gaherty Reptilien und Amphibien Center
Das Reptilienhaus ist das Heim für eine Vielzahl von Reptilien und Amphibien. Es ist nach den kanadischen Philanthropen Geoff Gaherty benannt.
Reptilien
- Anolis roquet
- Breitrandschildkröte
- Hinterindische Scharnierschildkröte
- Flachrückenschildkröte
- Galápagos-Riesenschildkröte
- Greifschwanz-Lanzenotter
- Stachelrandschildkröte
- Karibischer Grüner Leguan
- Jersey-Zauneidechse
- Jamaika-Boa
- Komodowaran
- Kreuzotter
- Nactus coindemirensis
- Pantherchamäleon
- Sceloporus serrifer
- Laemanctus serratus
- Skorpion-Krustenechse
- Strahlenschildkröte
- Telfair-Skink
- Dunkler Tigerpython
- Hispaniola-Schmuckschildkröte
- Utila-Leguan

Amphibien
- Baumhöhlen-Krötenlaubfrosch
- Baumkröte
- Blauer Baumsteiger
- Eleutherodactylus johnstonei
- Erdbeerfröschchen
- Excidobates mysteriosus
- Gestreifter Blattsteiger
- Ingerophrynus galeatus
- Jersey Springfrosch
- Leptodactylus fallax
- Mallorca-Geburtshelferkröte
- Schrecklicher Pfeilgiftfrosch

Invasive Arten

Ein Thema, das von Durell thematisiert wird, sind die Folgen, die eintreten, wenn nicht-einheimische Arten in die Umwelt entlassen werden; die Schäden, die dabei entstehen können, mit Fallbeispielen aus dem Park.
- Aga-Kröte
- Nordamerikanische Buchstaben-Schmuckschildkröte

### Die Wüste entdecken

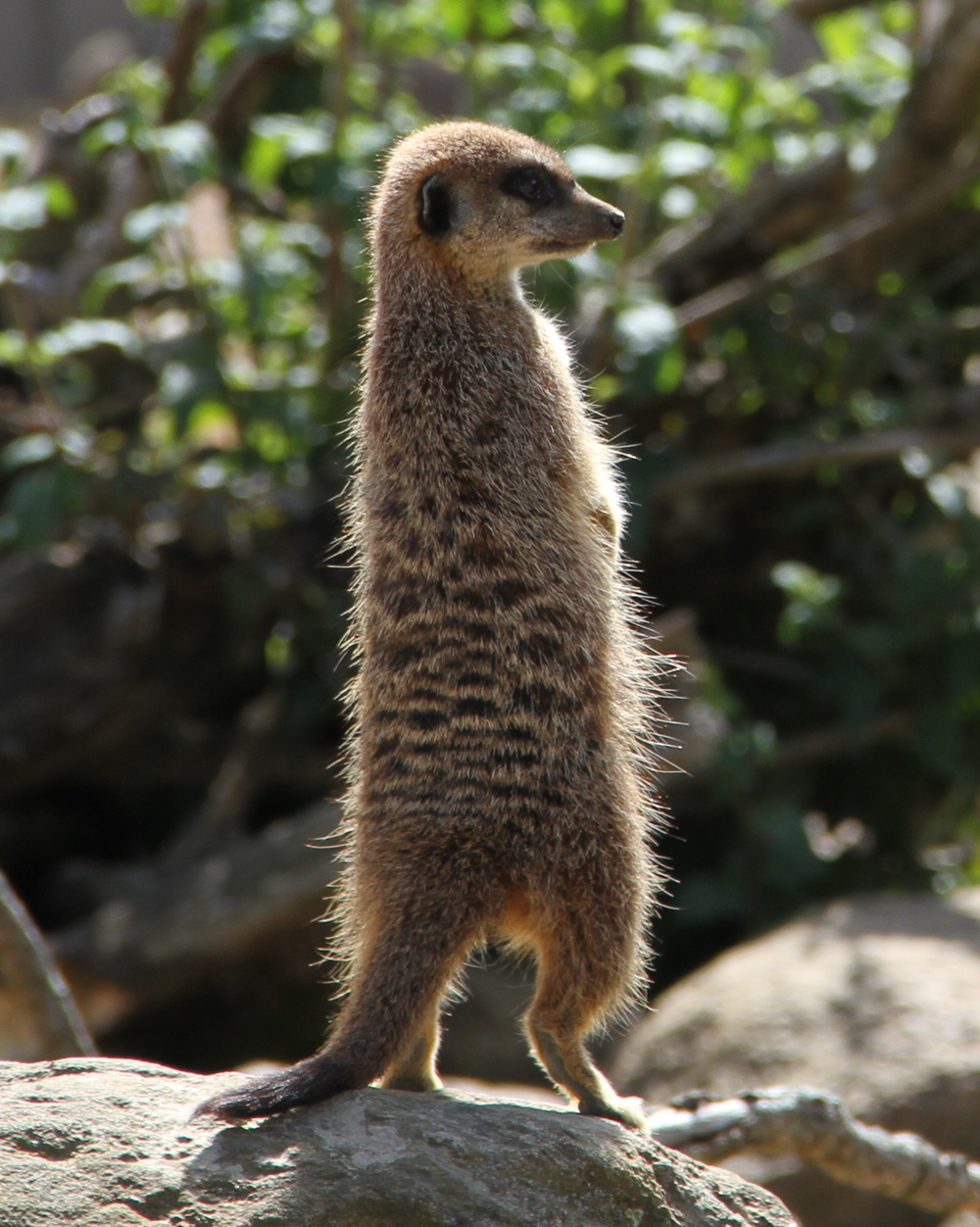
Erdmännchen

Die Ausstellung Discovery Desert („Die Wüste entdecken“) wurde im April 2008 eröffnet und diente dazu der Familie der hier lebenden Erdmännchen mehr Lebensraum zur Verfügung zu stellen, um sie davon abzuhalten, sich in die Freiheit zu graben. Dieses Gehege dient als ein Mischgehege, in dem Arten mit vergleichbaren Ansprüchen an die Umwelt leben, ohne sich gegenseitig zu bedrohen, beispielsweise die Fuchsmangusten.

### Gorillas

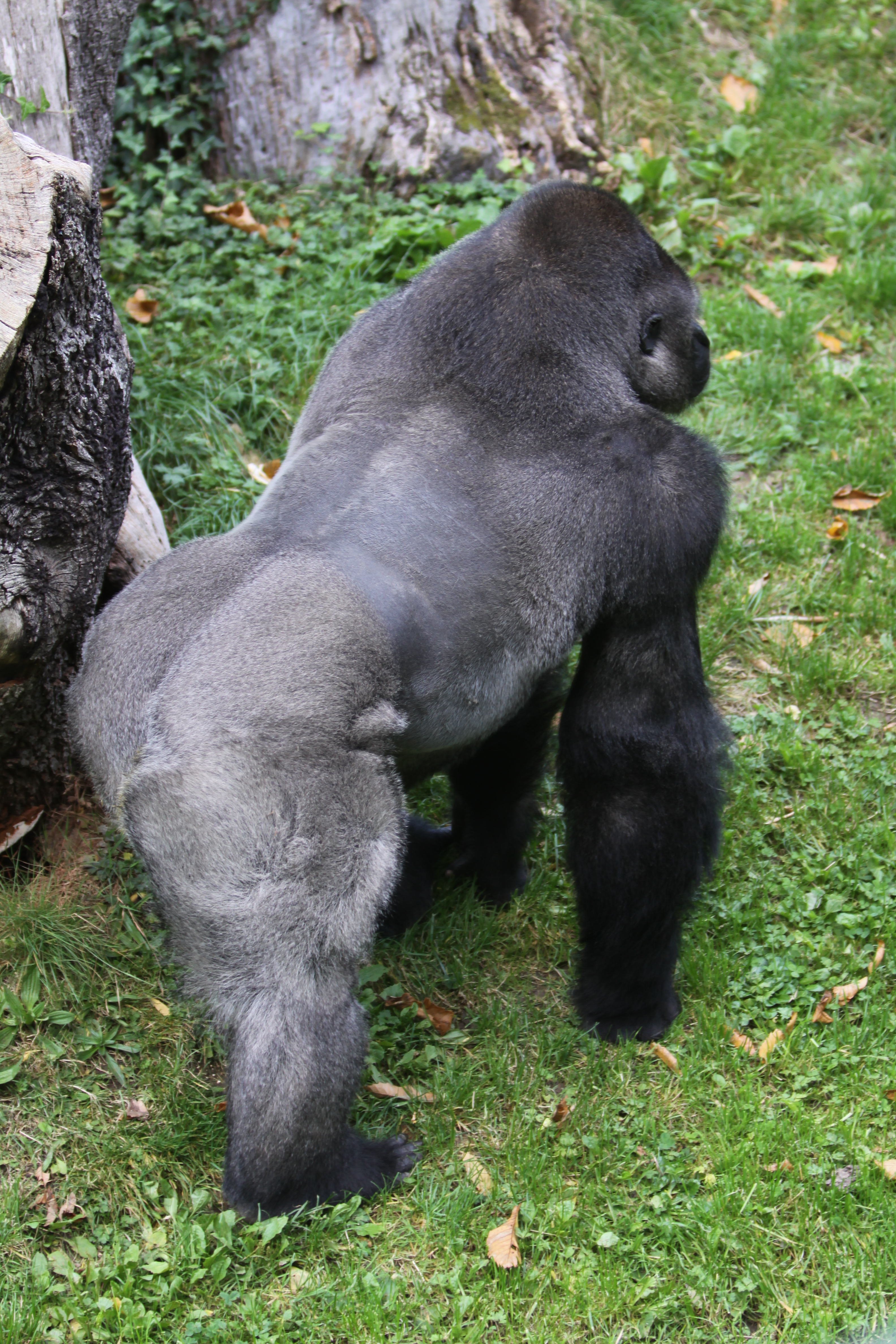
Alphatier der Gruppe, 2012

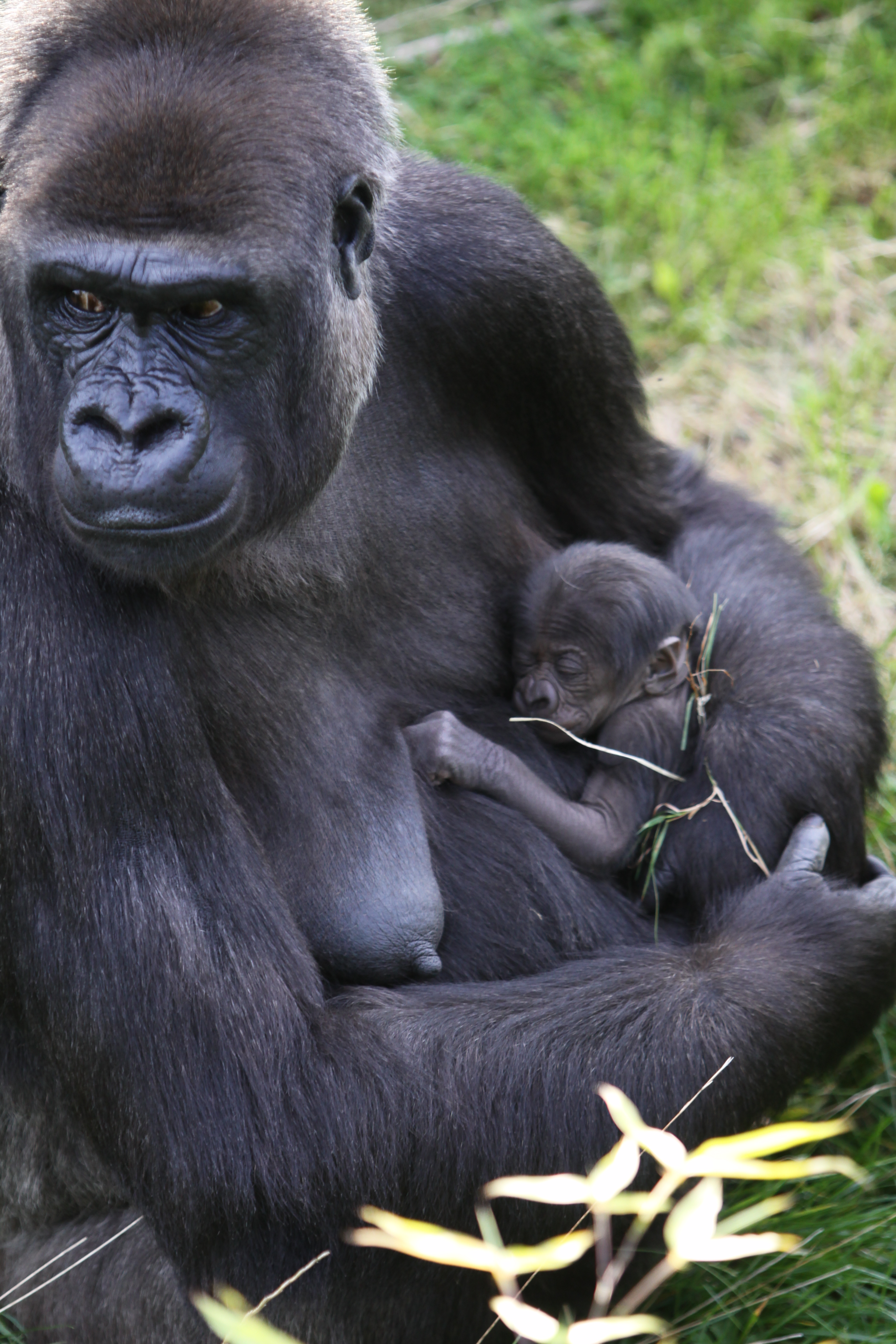
Weiblicher Westlicher Flachlandgorilla (Gorilla gorilla gorilla) mit seinem an diesem Tag geborenen Baby (27. September 2012)

Die Westlichen Flachlandgorillas leben seit der Eröffnung 1958 im Park. Zum zunächst allein gehaltenen weiblichen Jungtier namens N’Pongo gesellte sich später ein weiteres jüngeres Weibchen mit dem Namen Nandi. Gorillas sind bis heute die Ikonen des Parks.
Die gegenwärtige Anlage besteht aus einer großzügigen Außenanlage und drei Innenräumen, von denen zwei von den Besuchern eingesehen werden können. Der dritte, kleinste Raum ist von außen nicht einsehbar. Ein Zukunftsprojekt ist die Errichtung eines größeren Gorillakomplexes mit hochwertiger Einrichtung, in dem mehr Tiere untergebracht werden können. Auch sollen weitere Arten angesiedelt werden, die mit Gorillas gemeinsam in ihrer natürlichen Umgebung vorkommen, beispielsweise das Pinselohrschwein.

### Pinselohrschweine

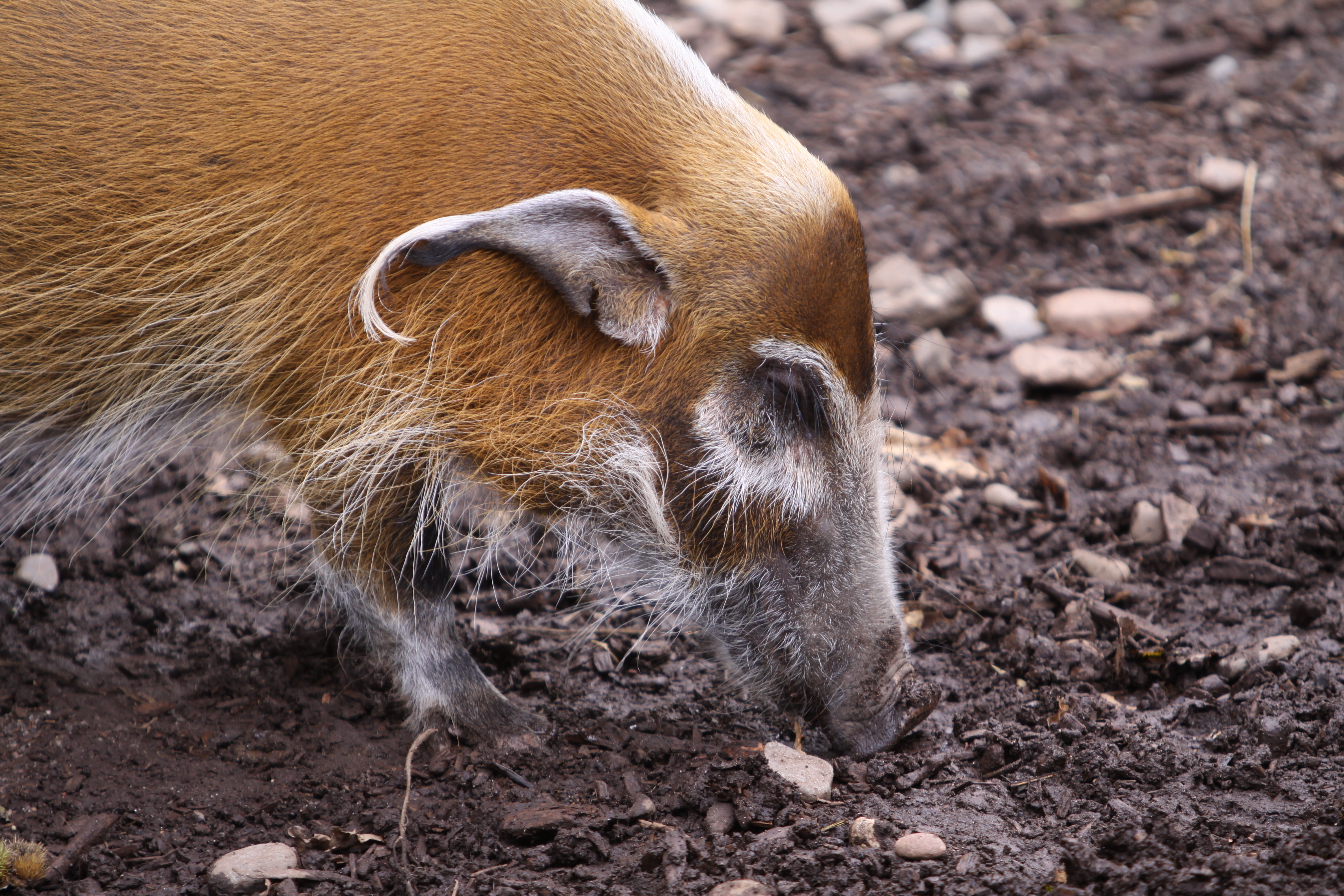
Pinselohrschwein

Pinselohrschweine wurden im August 2009 im Park angesiedelt, nachdem zwei Säue aus dem Zoo von Whipsnade übersiedelt wurden. Sie leben in einem neuen Gehege mit einer Aussichtsplattform für die Besucher, das von freiwilligen Helfern gebaut wurde. Auf Informationstafeln an diesem Gehege möchte man auf das Problem der Wilderei zur Fleischgewinnung hinweisen. Dieses Problem, das auch die Gorillas betrifft, ist unter dem Stichwort Buschfleisch bekannt. Im Jahr 2011 wurde mit der Ankunft eines Keilers ein Zuchtprogramm gestartet.

### Tamarine und Büschelaffen
Die Tamarins leben in zwei Bereichen des Parks, einige wie die Goldenen Löwenäffchen und Kaiserschnurrbarttamarinen leben wohl behütet in einem separaten Gehege, während andere wie das Rotsteißlöwenäffchen und das Silberäffchen frei in einem kleinen Wald leben, um sie so durch eine natürlichere Lebensweise zu stärken.
- Goldenes Löwenäffchen
- Goldkopflöwenäffchen
- Kaiserschnurrbarttamarin
- Rotsteißlöwenäffchen
- Silberäffchen
- Springtamarin
- Zweifarbentamarin

### Central Valley

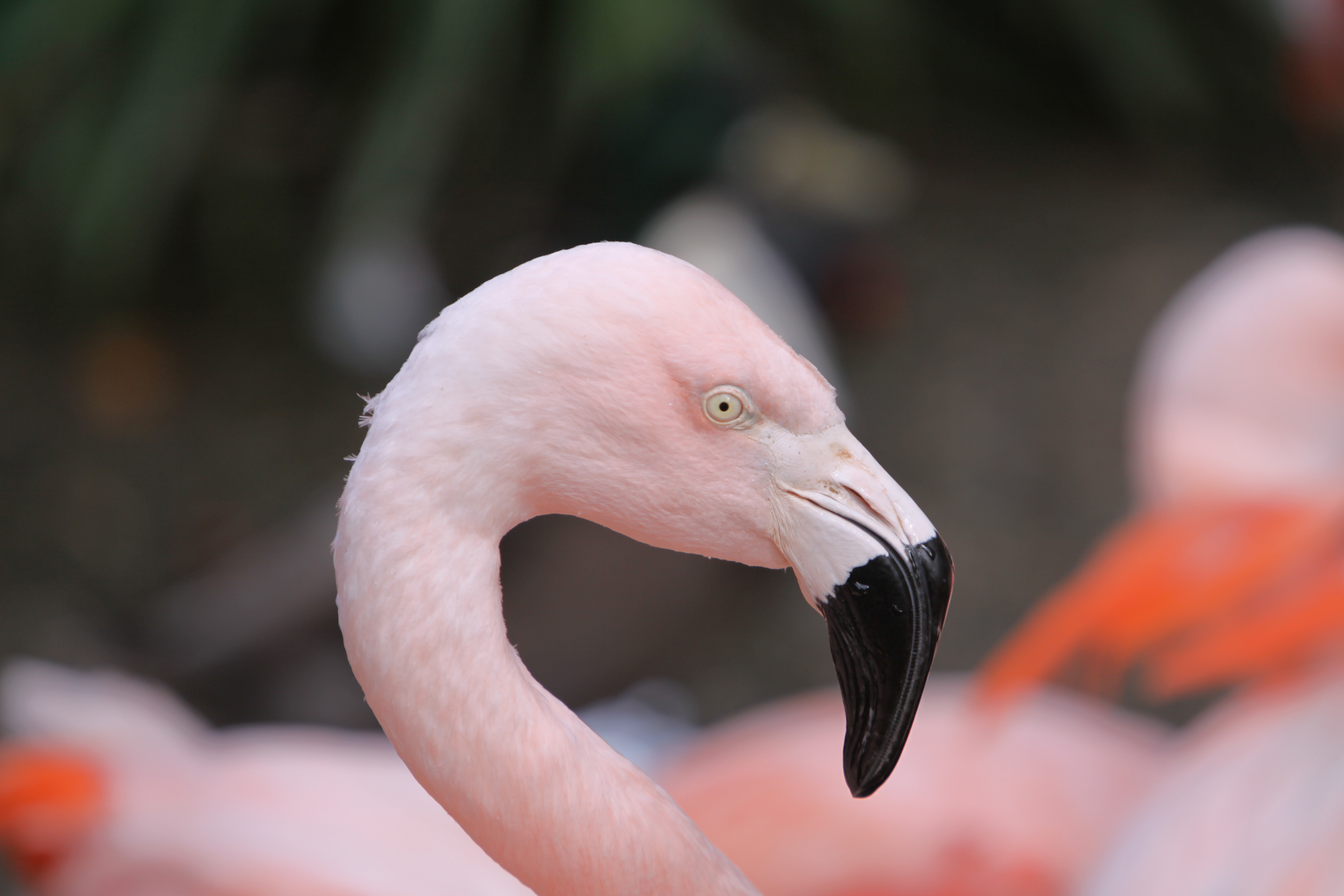
Chileflamingo

Das Central Valley, durch das Zentrum des Parks verlaufend, bildet es eine natürliche Barriere und Wasserquelle für die hier lebenden lokalen Arten. Durch ein Projekt, das eine Million Pfund Sterling kostete, wurde es bis zum Jahr 2002 renaturiert und bildet jetzt eine Oase für Arten wie Eisvögel, Rötelmaus, Schmetterlinge, Libellen und einige andere Arten von Wasservögeln. Im Laufe der Renaturierung wurden 2005 zwei seltene endemische Orchideenarten wieder angesiedelt, nämlich Jersey Orchid (Anacamptis laxiflora) und das übersehene Knabenkraut (Dactylorhiza praetermissa).
- Alpenkrähe
- Chileflamingo
- Paradieskranich
- Rosaflamingo
- Rothalsgans
- Schwanengans
- Südafrika-Kronenkranich
- Weißnackenkranich
- Zwergotter

Die Alpenkrähe wurde im 19. Jahrhundert auf Jersey ausgerottet, kehrte aber wieder zurück. Durell hat ein Brutprogramm aufgelegt, eine Gruppe auf dem Gelände des Parks angesiedelt und gehofft, dass sich so eine freie Kolonie gründet.

### Volieren
Über das Gelände verteilt stehen einige Vogelvolieren, die eine Zahl von Vögeln aus der gesamten Welt beherbergen. Diese Vogelhäuser sind jeweils speziell gebaut und ausgestattet und stellen ein Habitat vor, in dem die Vögel in ihrer Heimat auch lebten, wenn sie ausgewildert würden. Sie sind groß genug, damit die Tiere kurze Strecken fliegen und ihr Futter auf dem Boden finden können.
- Balistar
- Saint-Lucia-Amazone
- Edwardsfasan
- Kongopfau
- Madagaskar-Fluchtvogel
- Mauritiussittich
- Montserrattrupial
- Rosentaube
- Rothaubenturako
- Runzelhornvogel
- Schuppenkopfrötel
- Sundaente
- Tropenspottdrossel
- Vietnamfasan
- Waldrapp

### Orang-Utans und Gibbons
In einem Gehege aus den 1990ern haben die Orang-Utans ein großes Außengelände mit Aktivitätsmöglichkeiten. Das Gehege besteht aus einem großen Haupthaus und zwei ausgedehnte Inseln, die von einem Graben umgeben sind. Die Orang-Utan-Familie lebt seit 1968 im Park und stammt aus Sumatra. Eigentlich wollte Durell Borneo-Orangs, aber es wurde entschieden, dass man sich auf die seltenste Art konzentrieren wolle.
Gegenwärtig leben sieben Tiere im Park. Das Leitmännchen (Dagu), drei erwachsene Weibchen und drei Kinder dieser Weibchen. Die Orangs teilen ihr Gehege mit zwei Gibbons.
- Sumatra-Orang-Utan
- Weißhandgibbon

### Makaken

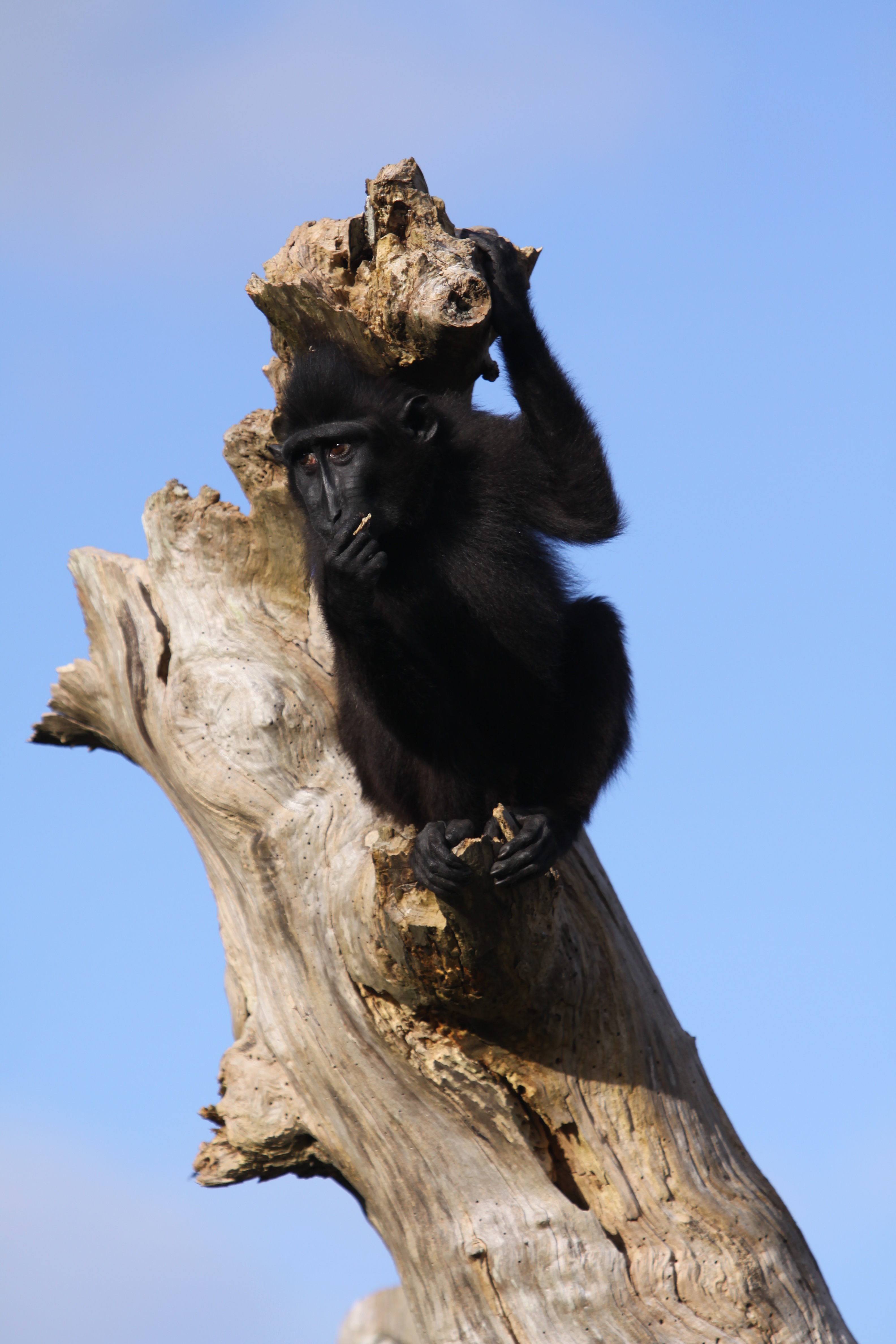
Schopfaffe

Seit 1964 gibt es im Park Makaken, die in einem Gehege am Rande des Tals leben. Sie haben sich gut fortgepflanzt.
- Schopfaffen

### Mähnenwolf

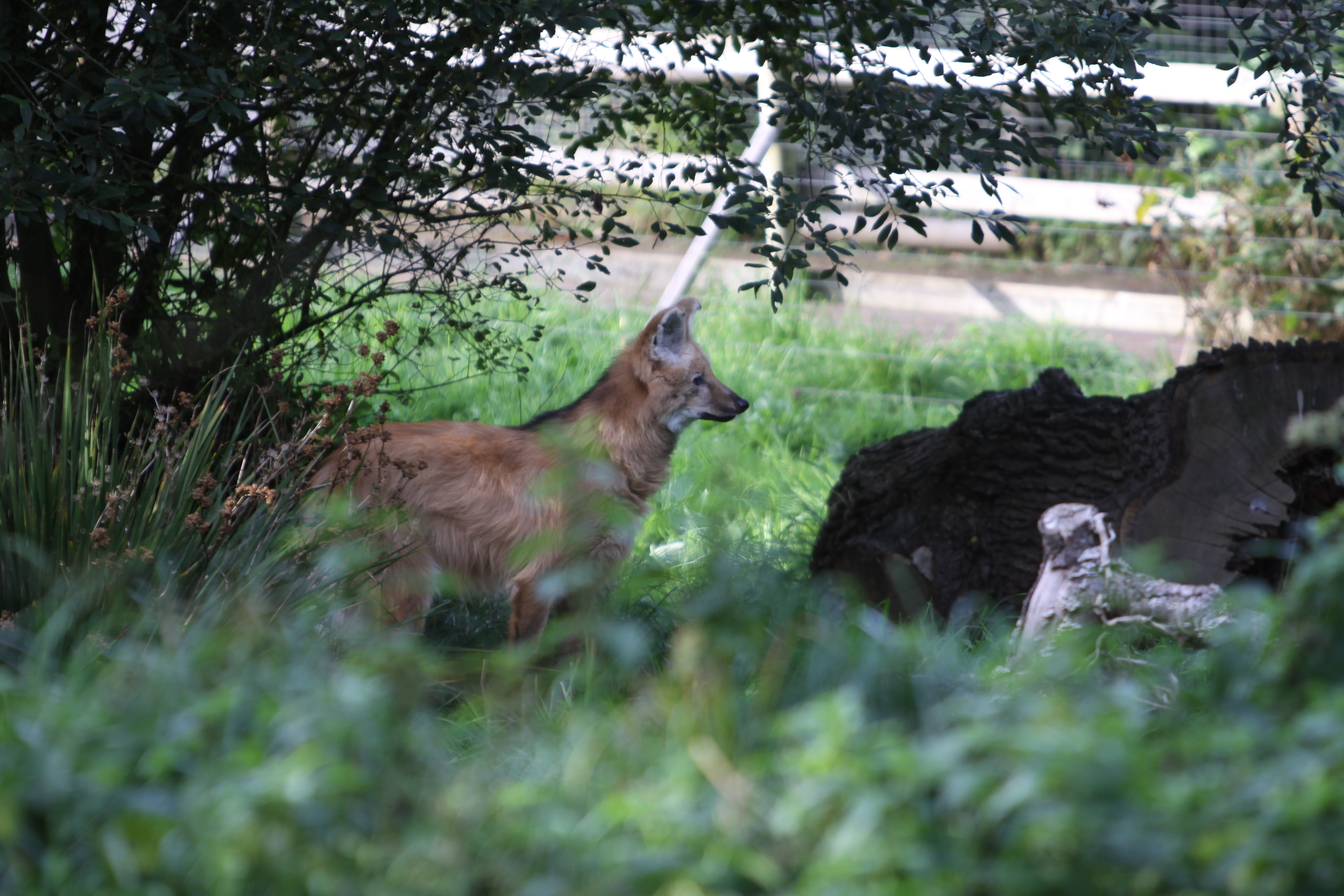
Mähnenwolf (2012)

Der Mähnenwolf lebte seit 2001 in Durell und ersetzte das Przewalski-Pferd. Allerdings leben gegenwärtig keine Wölfe in Durrell.
- Mähnenwolf

### Teal Volieren
Ein Wortspiel, weil 'teal' sowohl den Farbton Petrol als auch bestimmte Entenarten bezeichnen. Diese Vogelhäuser sind in Petrol lackiert.
- Bernierente (engl. Madagascar teal)
- Pünktchenente (engl. Hottentot teal)
- Madagaskarente
- Marmelente
- Moorente

### Lemuren

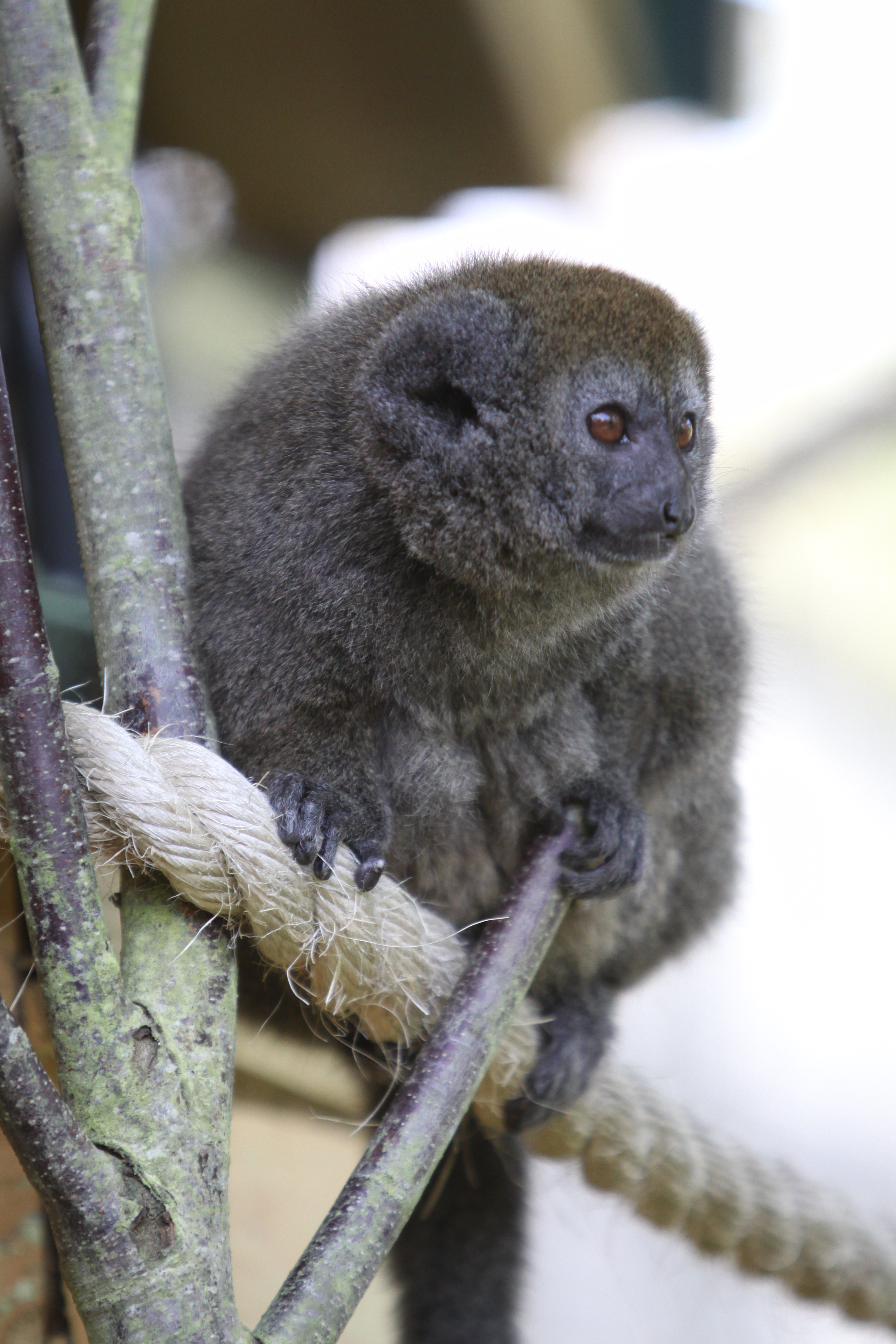
Alaotra-Bambuslemur

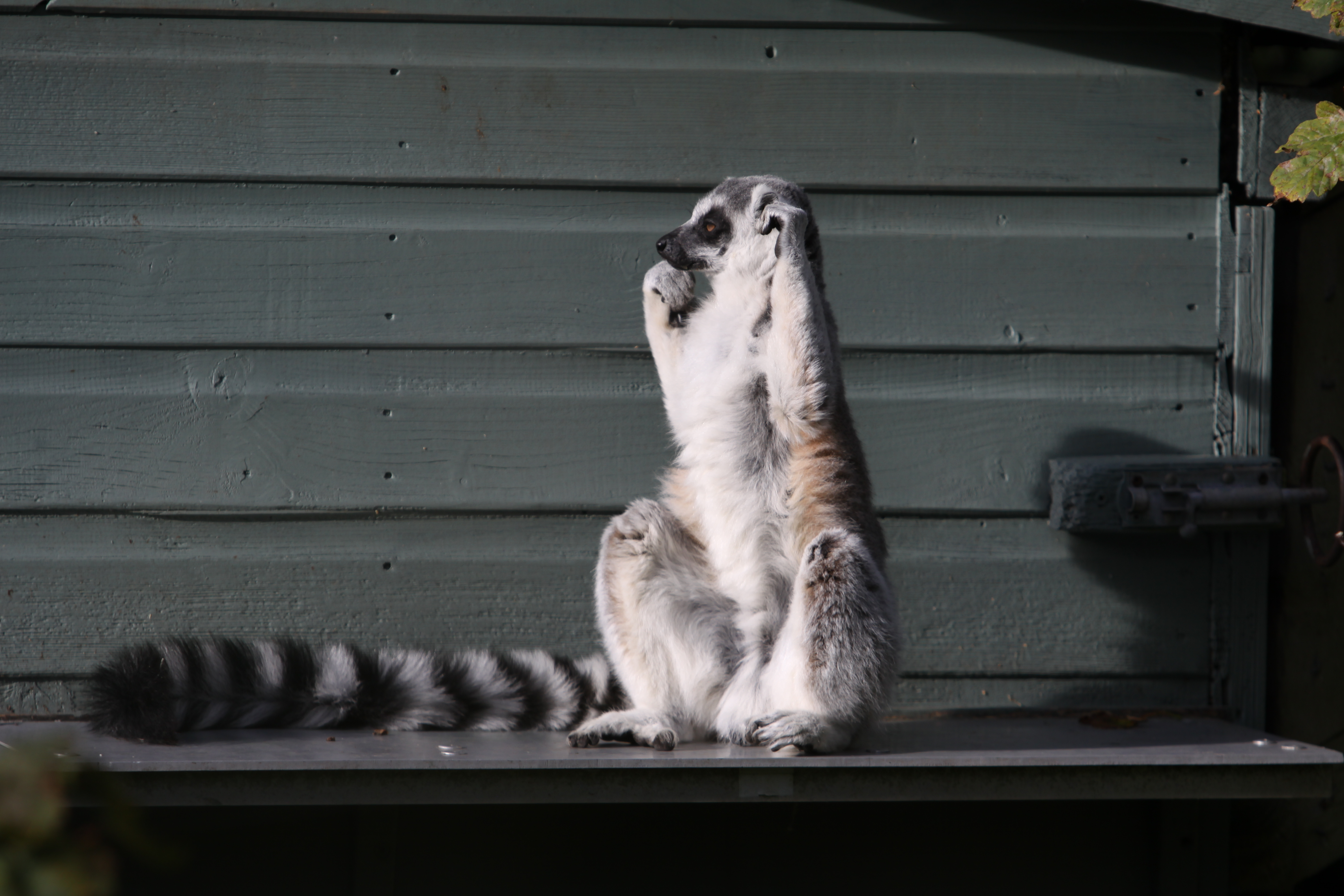
Katta

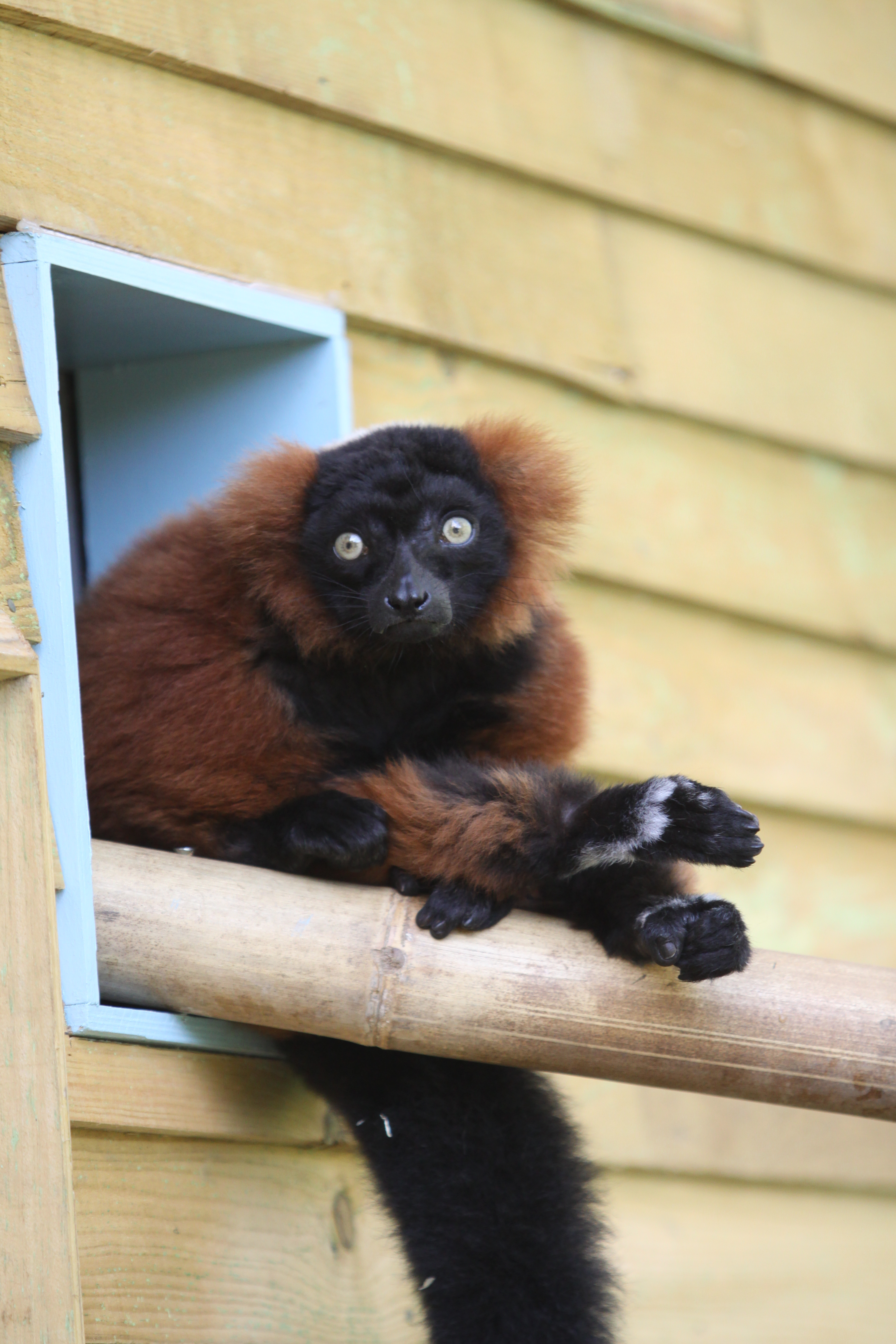
Roter Vari

Durrell ist die Heimat von sechs Lemurenarten. Fünf davon leben verteilt auf dem Gelände, eine, die Rotstirnmakis, leben ausschließlich im Kirindy Forest. Einige der Tiere bilden den Stimmenhintergrund der Madagaskarausstellung Kirindy Forest Lemuren, speziell der Katta, haben eine komplexe und ausgeprägte akustische Kommunikation.
- Alaotra-Bambuslemur
- Fingertier
- Katta
- Roter Vari
- Rotstirnmaki
- Schwarzweißer Vari

### Flughundtunnel
Ein großer Tunnel mit Kunststoffdach, der teilweise aus gebrauchten Autoreifen besteht, wurde im Jahr 2011 fertig gestellt. Es ist die neue Heimat zweier Flughundarten. Der Tunnel liegt nahe dem Biohof und dem Apfelgarten.
- Komorenflughund
- Rodrigues-Flughund

### Kirindy Forest
Ein Hauptprojekt war die Umgestaltung eines ummauerten Gartens in den Kirindy Forest. Mit einer vergleichbaren Umgebung wie die Trockenwälder Madagaskars wurde eine Heimat für die Fingertiere, Votsotsas und Mangusten geschaffen. Das Gehege wurde so angelegt, dass die auch auf Madagaskar zusammenlebenden Arten hier zusammenleben können. Die Anlage ist zugleich eine große begehbare Voliere.
- Schmuckzwergente
- Bernierente
- Fingertier
- Hammerkopf
- Katta
- Madagaskar-Turteltaube
- Madagaskarweber
- Rotstirnmaki
- Schmalstreifenmungo
- Schopfibis (Lophotibis)
- Stelzenläufer
- Votsotsa
- Weißrücken-Pfeifgans
- Witwenpfeifgans

### Erfolge bei der Auswilderung und Erhaltung von Arten
Um zu zeigen, dass die Erhaltungsarbeit funktioniert, wurden einige Tiere im Rahmen von Wiedereinführungsprogrammen in ihre ursprüngliche Heimat ausgewildert.

#### Mauritiusfalke
Im Jahr 1976 gab es nur noch vier wildlebende Mauritiusfalken, zwei davon waren ein Brutpaar. Trotzdem gelang eine Wiederansiedlung auf Mauritius mit zwischenzeitlich bis zu 1000 Individuen.

#### Przewalski-Pferd
Durell war Teil einer Zusammenarbeit mehrerer Zoos, die erfolgreich die Wiedereinführung des Przewalski-Pferdes  in ihre natürliche Umgebung schaffte, nachdem die natürliche Population komplett ausgestorben war.

## Arbeit auf Jersey

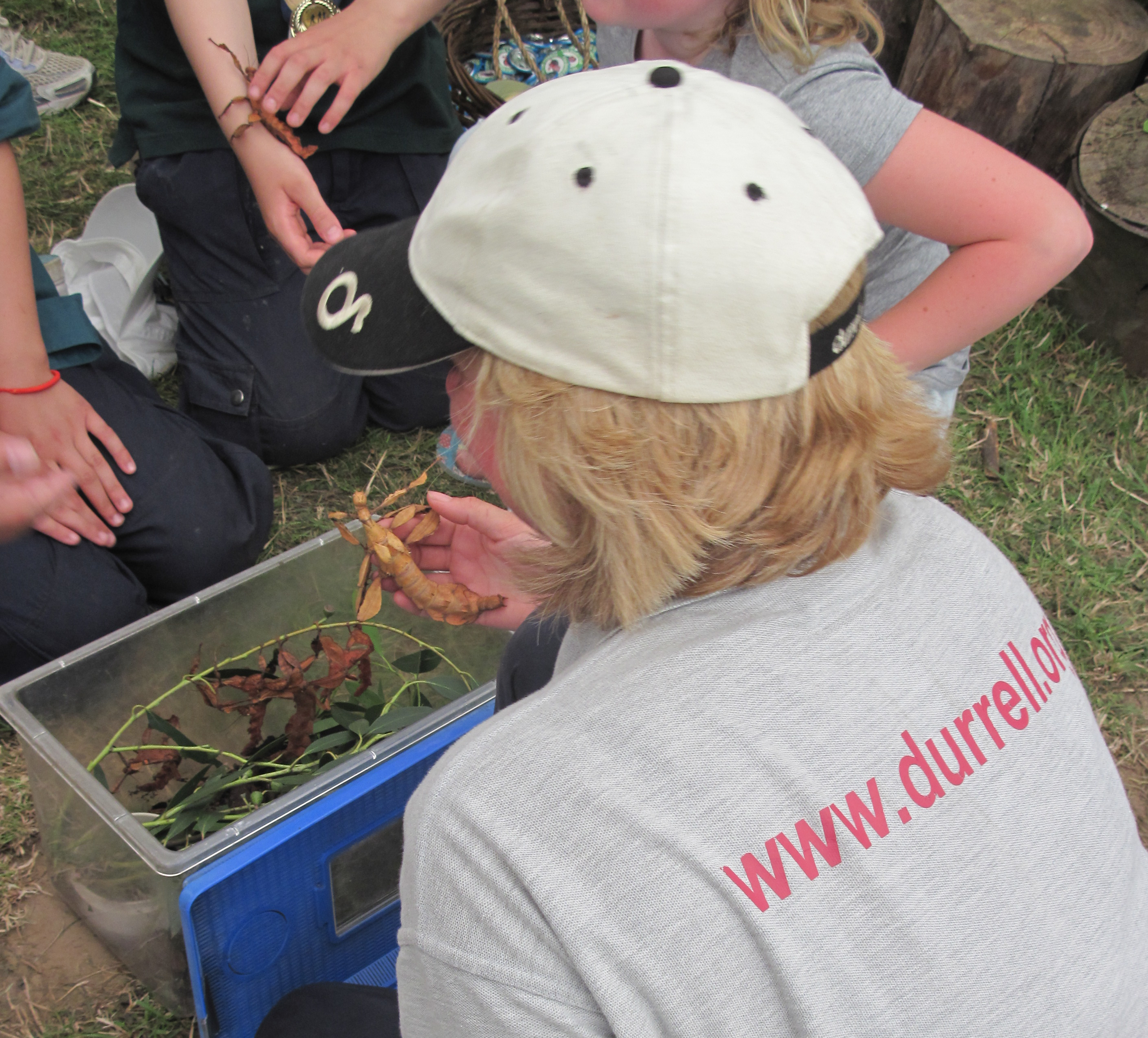
Outreach Education bei der West Show Jersey im Juli 2010

Helping the local species („Hilfe für lokale Arten“)
Lokale gefährdete Amphibien

Durell arbeitet auch eng mit lokalen Naturschutzgruppen zusammen und hilft mit, die abnehmenden Populationen von Jersey-Zauneidechsen, Jersey-Erdkröten und Jersey-Springfrosch zu unterstützen.
Lokale seltene und gefährdete Pflanzenarten

Neben der Erhaltungsarbeit für gefährdete Tiere ist es ein weiteres Anliegen Durrells, die gefährdete Pflanzenwelt Jerseys zu unterstützen.
Momentan werden vier Arten gepflegt: die Wald-Erdbeere, Dianthus gallicus (Jerseynelke), Dünnblättriger Nacktfarn (Jerseyfarn) und Echtes Leinkraut. Andere Pflanzen sollen unterstützt werden, sobald Saatgut oder Stecklinge zur Verfügung stehen. Einige dieser Pflanzen sind so selten geworden, dass ihr Auffinden eine große Herausforderung darstellt.
Wiedereinführung von Vögeln

2010 unternahm Durell Bemühungen, Vogelarten wieder einzuführen, die früher die Klippen Jerseys bevölkerten, dann aber lange Zeit ausgestorben waren. Die Alpenkrähe war im Zentrum der ersten Bemühungen und man kann sie im Central Valley des Parks wieder antreffen. Es gibt Pläne, mit anderen Vögeln wie z. B. der Goldammer ähnlich zu verfahren.

## Durrell overseas
- Zwergwildschwein

Auch wenn es nicht mehr bei Durrel präsent ist, wird die Wiedereingliederung in Assam in Indien begleitet und beobachtet. Diese Art hat Unterstützung immer noch nötig. 2008 wurden einige Exemplare in die Wildnis entlassen und es scheint gute Fortschritte bei der Erhaltung zu geben.
- Blauer Leguan

Von den Caymaninseln kommen Berichte, dass es Erfolge bei der Wiedereinführung der Blauen Leguane gegeben hat. Die Art ist vor dem Aussterben bewahrt worden. Das, obwohl es einen herben Rückschlag gab, als Rowdys in eine Zuchtstation eindrangen und zahlreiche Exemplare abschlachteten, darunter Jungtiere und schwangere Weibchen.
- Madagaskarmoorente

Diese Art wurde als ausgestorben angesehen und wiedergefunden, als man nach einer anderen suchte. Durrell hat sich mit madegassischen Stellen zusammengetan, um diese Art näher zu untersuchen. Nachdem keine weiteren Exemplare mehr auffindbar waren, wurden einige Tiere nach Jersey gebracht, um mit den Erfahrungen anderer madegassischen Entenarten ein Zuchtprogramm zu entwickeln, um die Art wieder auf Madagaskar heimisch zu machen.
- Antigua-Schlanknatter

1995 wurde diese Schlange als die seltenste der Welt bezeichnet. Gegenwärtig konnte man sie auf einigen Inseln wieder erfolgreich ansiedeln, wo sie ungefährdet von Räubern und Umweltgiften leben können.
Weitere erfolgreiche Projekte gab es mit folgenden Arten:
- Bergnasenbär
- Dominikanischer Schlitzrüssler
- Floreana-Spottdrossel
- Guenthers Taggecko
- Haiti-Riesengallwespenschleiche
- Kubanischer Schlitzrüssler
- Madagassische Schnabelbrustschildkröte
- Mangrovedarwinfink
- Mauritius-Brillenvogel
- Mauritiusweber
- Round-Island-Boa
- Telfair-Skink
- Weißfußtamarin
- Eigentliches Zaguti

## Abgeschlossene Programme
- Afrikanische Elefanten
- Aromobatinae
- Borneo-Orang-Utan
- Brauen-Glattstirnkaiman
- Flachlandtapir
- Gepard
- Gewöhnliches Stachelschwein
- Goldbaumsteiger
- Hirscheber
- Humboldt-Pinguin
- Leoparden
- Löwe
- Lisztaffe 1972–2009
- Macaws
- Nabelschweine
- Nashornleguan 1974–2010
- Parmawallaby 1959–2008
- Partulaschnecken
- Porcupines
- Schimpansen
- Schneeeule
- Schneeleopard
- Serval
- Standings Taggecko
- Stirnlappenbasilisk
- Vulkankaninchen
- Weißflügel-Ohrfasan
- Weißkopf-Büschelaffe

## Durrell Wildlife Camp
2012 begannen die Bauarbeiten zu Durrells Wildlife Camp. So kann der Park Besuchern Übernachtungen und Services anbieten.
In einem kleinen Wäldchen westlich von Les Augrès Manor wurden quadratische 9 × 9 m große Holzplattformen gebaut, die insgesamt zwölf als geodätische Kuppel gestaltete Zelte tragen. Diese Zelte enthalten je einen Sanitärraum mit Dusche und WC und Stromanschluss. Zwei weitere Plattformen bieten Gemeinschaftseinrichtungen und einen Raum für Spa-Anwendungen. Alle Räume haben einen Wi-Fi-Zugang.